# Stazione di Maihama
La stazione di Maihama (舞浜駅?, Maihama-eki) è una stazione ferroviaria di Urayasu, città della prefettura di Chiba, in Giappone confinante con la metropoli di Tokyo. La stazione è servita dalla linea Keiyō della JR East e offre l'accesso al parco divertimenti Tokyo Disneyland.

## Linee
East Japan Railway Company
■ Linea Keiyō

## Struttura
La stazione è dotata di un marciapiede a isola centrale con due binari passanti su viadotto.
| 1 | ■ Linea Keiyō     | per Nishi-Funabashi, Kaihin-Makuhari e Soga        |
| 1 | ■ Linea Musashino | per Nishi-Funabashi, Shin-Matsudo e Fuchū-Hommachi |
| 2 | ■ Linea Keiyō     | per Shin-Kiba e Tokyo                              |

## Stazioni adiacenti
| «                             | Servizio    | »            |
| Linea Keiyō                   | Linea Keiyō | Linea Keiyō  |
| ----------------------------- | ----------- | ------------ |
| Kasairinkai-Kōen              | Locale      | Shin-Urayasu |
| Shin-Kiba                     | Rapido      | Shin-Urayasu |
| Il Rapido Pendolari non ferma |             |              |